# Benno Schoeller

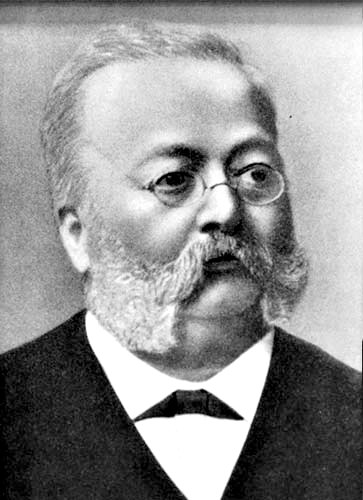
Benno Schoeller

Benno Vitus Schoeller (* 26. März 1828 in Düren; † 1. Februar 1908 ebenda) war ein deutscher Unternehmer in der Papierindustrie, der als Mäzen hervortrat.

## Leben und Wirken
Benno Schoeller war das siebte Kind des Dürener Papierfabrikanten Heinrich August Schoeller aus der Unternehmerfamilie Schoeller und dessen Ehefrau Catharina Schoeller geb. Lynen. 1854 heiratete er Lucia Carstanjen, die Tochter einer Duisburger Unternehmers, und nach deren Tod im Jahr 1861 ging er 1867 mit Luise Peill eine neue Ehe ein.
Frühzeitig wurde Benno Schoeller von seinem Vater mit dem väterlichen Betrieb Schevensmühle vertraut gemacht und übernahm 1857 gemeinsam mit seinem Bruder Julius und seiner Schwester Auguste Wilhelmine die Papierfabrik. 1862 errichtete er wiederum mit seinem Bruder eine neue Fabrik mit der damals modernsten Technik: Turbinen ersetzten die alten Wasserräder, und es konnte die erste Papiermaschine aufgestellt werden. Fortan wurde dieses Werk Neumühl genannt. Nach dem Tod seines Bruders und dem Ausscheiden seines mitbeteiligten Schwagers Ernst Grebel führte Benno Schoeller mit seinen Söhnen Carl und Hugo sowie seinem Schwiegersohn Gustav Renker das enorm vergrößerte Werk weiter. Die Firma lautete nun Heinrich August Schoeller Söhne GmbH & Co. KG, produziert wurden Feinpapiere, Künstlerpapiere, Transparentpapiere und Wellpappenrohpapiere. 
Das Unternehmen mit der Telegramm-Adresse „Schoellersöhne“ war Mitglied in der Dürener Teichkommission und setzte sich maßgeblich für die Reinhaltung im Bereich der Mühlenteiche und deren Zuflüsse ein.

### Stiftungen

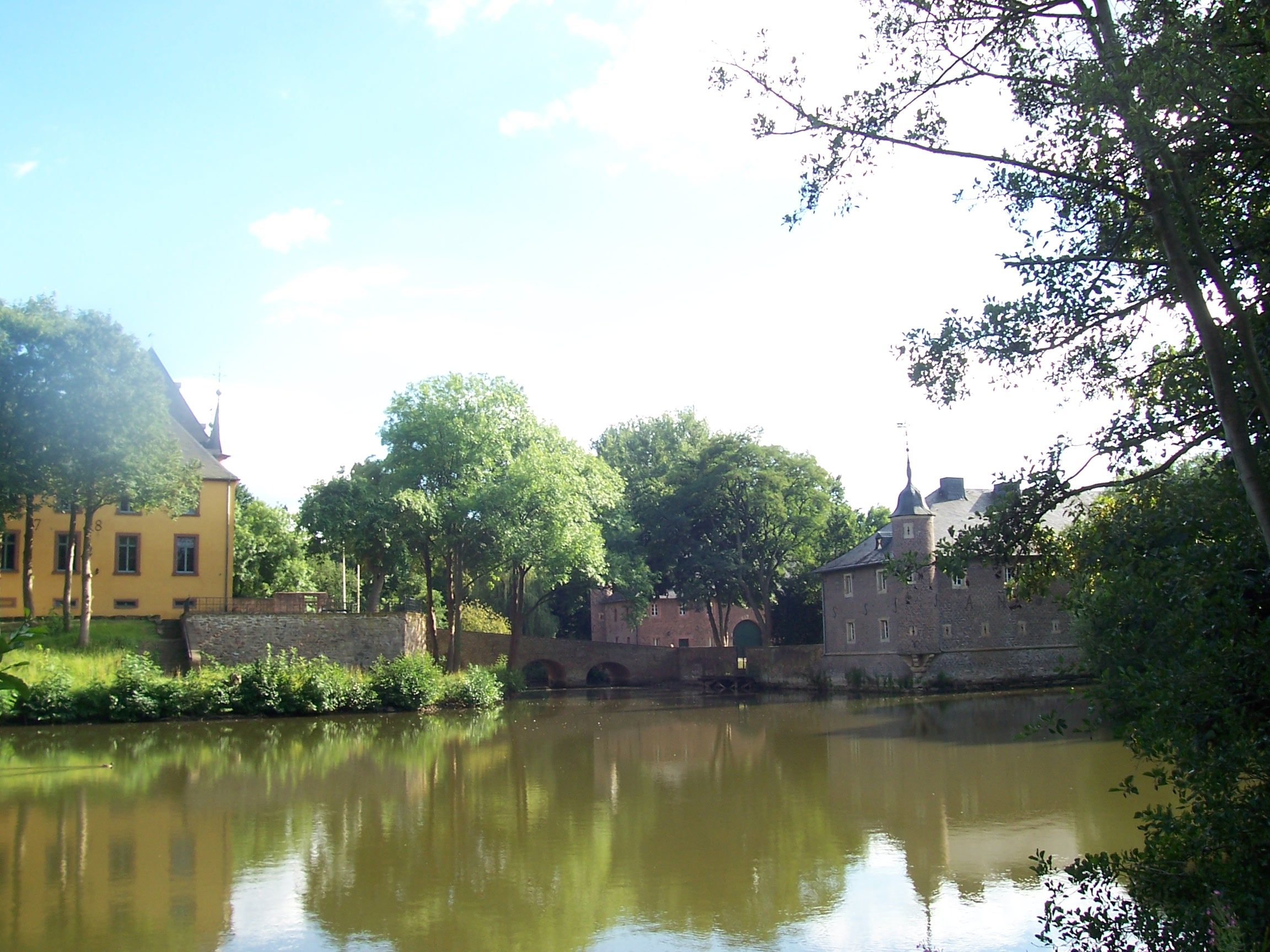
Schloss Burgau mit Weiher

Benno Schoeller war ein Unternehmer mit sozialem Verantwortungsbewusstsein und kümmerte sich nachhaltig um die Fürsorge seiner Arbeiter und Angestellten. Das 1897 eröffnete Lendersdorfer Krankenhaus war eine Schenkung von ihm. Ferner bedachte er 1904 das Dürener Realgymnasium mit Stipendien in Höhe von 120.000 Mark aus der zur Erinnerung an seinem Sohn gegründeten Oberlandesgerichtsrat Walter Schoeller-Stiftung, deren Zinsen dazu dienten, begabten ehemaligen Schülern das Studium an einer Universität oder Technischen Hochschule zu erleichtern.
Benno Schoeller starb am 1. Februar 1908 und hinterließ ein beträchtliches Vermögen. Weitere Stiftungen waren bereits festgelegt und seine Erben vollzogen sie in seinem Sinne: So waren 75.000 Mark für den freiwilligen Armenverein, den Verein zur Verminderung der Säuglingssterblichkeit und für die Diakonie der Evangelischen Gemeinde bestimmt. Weitere 100.000 Mark flossen in eine neu gegründete Unterstützungskasse für die Werksbeamten und deren Hinterbliebenen, sowie die Meister und Arbeiter des Unternehmens.
Der Stadt Düren war ein Betrag von 250.000 Mark zugedacht, jedoch mit folgender Zweckbestimmung: entweder sollte die Stadt den Burgauer Wald (Wibbelruusch) als Stadtwald ankaufen, um in diesem dann eine Walderholungsstätte einzurichten oder auf dem Fuchsberg ein Erholungsheim für die Mitarbeiter und Bürger der Stadt Düren erbauen. Der Erwerb des Stadtwald scheiterte am Einwand der Familie Prym, den Eigentümern des Stadtwaldes. Der Fuchsberg-Plan scheiterte an der Grundstücksfrage. Die Erben Schoeller und die Stadt Düren einigten sich daraufhin auf die Errichtung eines Genesungsheims für Kriegsbeschädigte. Die Provinzialverwaltung stimmte unter den Vorbehalt zu, den Bau erst nach dem Krieg auszuführen.
In dieser Situation bot sich der Stadt Düren im Sommer 1917 die Gelegenheit, Schloss Burgau mit ca. 1500 Morgen Grundbesitz (davon über 1200 Morgen Wald) von dem damaligen Eigentümer Ernst Nienhausen für 600.000 Mark zu erwerben. Die Erben Schoeller erklärten sich bereit, die inzwischen auf 326.400 Mark angewachsene Stiftung für diesen Zweck einzusetzen.
Am 28. September 1917 wurde der zwei Tage zuvor getätigte Kauf von der Stadtverordnetenversammlung genehmigt. Somit kam die Stadt mit Hilfe der Stiftung Benno Schoellers in den Besitz eines prächtigen Stadtwalds und des Schlosses Burgau. Das Schloss wurde Anfang der 1920er Jahre zu einer beliebten Ausflugsstätte umgebaut. Aus diesem Grunde beschloss der Burgau-Ausschuss am 2. Mai 1933, das Burgtor mit der Inschrift „Benno-Schoeller-Stiftung“ zu versehen.